# Sev
"Sev" ("Amor") foi a canção que representou a Turquia no Festival Eurovisão da Canção 1995 que se realizou em 13 de maio de 1995, em Dublin, na Irlanda.
Foi interpretada em turco por Arzu Erce. Foi a décima canção a ser interpretada na noite do festival, a seguir à canção espanhola "Vuelve conmigo, cantada por Anabel Conde e antes da canção  croata "Nostalgija", cantada por Magazin & Lidija. A canção recebeu um total de 21 pontos, classificando-se em décimo-sexto lugar (entre 25 participantes). No ano seguinte, a Turquia fez-se representar com a canção "Beşinci mevsim", interpretada por y Şebnem Paker .

## Autores
- Letra:Zeynep Talu Kurşuncu;
- Música e orquestração: Melih Kibar

## Letra
É  uma balada de amor, com Erce cantando que o seu desejo era uma vida cheia de amor com o seu amante 

## Versões
Erce gravou uma versão em inglês intitulada "Love"